# Ан сир Мез
Ан сир Мез (фр. Han-sur-Meuse) насеље је и општина у североисточној Француској у региону Лорена, у департману Меза која припада префектури Комерси.
По подацима из 2011. године у општини је живело 273 становника, а густина насељености је износила 15,85 становника/km². Општина се простире на површини од 17,22 km². Налази се на средњој надморској висини од 220 метара (максималној 374 m, а минималној 219 m).

## Демографија
| 1962. | 1968. | 1975. | 1982. | 1990. | 1999. | 2011. |
| ----- | ----- | ----- | ----- | ----- | ----- | ----- |
| 160   | 189   | 200   | 239   | 276   | 248   | 273   |

График промене броја становника у току последњих година